# Cesare Pollastri
Cesare Federico Pollastri (Bologna, 15 luglio 1925 – Bologna, 12 febbraio 1998) è stato un liutaio italiano.

## Biografia
Cesare Federico, figlio di Gaetano e nipote di Augusto Pollastri, celebri liutai di Scuola Bolognese, è l'ultimo esponente della liuteria Pollastri, appresa fin da ragazzo, sotto la guida del padre.
Si laureò in Medicina nel 1949 ed in seguito si specializzò in Oculistica. Considerò sempre la liuteria un'attività secondaria rispetto alla sua professione di medico, tuttavia oggi ciò che ha prodotto anche in questo campo, seppur non a grandi numeri, ha una sua chiara collocazione sul mercato.
Costruì i suoi primi strumenti insieme al padre negli ultimi anni '40, dedicandosi fin da subito anche a copie di strumenti storici, che furono sempre una grande passione per lui.
Partecipò con un suo strumento alla XIV Mostra Mercato dell'Artigianato a Firenze nel 1950 e vinse la medaglia d'argento con un violino esposto alla Mostra Mercato d'Istrumenti ad Arco Moderni di Cremona nel 1965.
Dopo la morte del padre continuò per qualche tempo l'attività della bottega con l'aiuto dell'allievo di Gaetano Franco Albanelli, ed in seguito si adoperò perché si mantenesse vivo il ricordo della prestigiosa attività dei suoi due congiunti: per onorare la memoria di Augusto e Gaetano Pollastri offrì una medaglia d'oro nell'VIII Rassegna Nazionale Biennale di Liuteria artistica moderna 'Città di Bagnacavallo' (1978), da assegnarsi al liutaio con il maggior numero di allievi; il riconoscimento fu assegnato a Primo Contavalli. Nella stessa rassegna Cesare Pollastri fu presente con un violino nella categoria 'Espositori amatori'.
Costruì poco meno di 40 strumenti, tra violini, viole e violoncelli: si dedicava con passione alla riproduzione di strumenti antichi.
Usò sempre il modello 'Pollastri', i suoi strumenti presentano i chiodini di legno ed il famoso timbro a fuoco, unico e inconfondibile, raffigurante due polli contrapposti, segno distintivo degli strumenti Pollastri.
Formò un allievo, Bruno Piastri e dedicò il poco tempo libero lasciatogli dalla sua impegnativa professione e dall'attività di liutaio dipingendo e scrivendo testi in italiano ed in dialetto bolognese.
Con lui cessa di essere produttiva in questo campo una famiglia di liutai che per quasi un secolo ha onorato artisticamente la città di Bologna.